# Охматів
Охма́тів — село в Україні, у Баштечківській сільській громаді Уманського району Черкаської області. Розташоване при впадінні річки Бурти у річку Гірський Тікич (притока Тікичу) за 15 км на південний схід від міста Жашків. Населення становить 805 осіб.

## Історія
Назва цього історичного поселення, як і назва місцевої Охматової діброви, походить від тюркського імені Ахмад, що в перекладі на українську мову означає «гідний похвали, прославлений». Часто такий епітет вживався по відношенню до пророка Мухамеда.
У далекому минулому предки роду Охмат були татарами, які, як і багато інших, безперечно, внесли помітний вклад у становлення українського козацтва.
Охматова діброва згадувана ще у середині 16 століття, коли ця місцевість належала місцевим земянам Базановичам. Село ж відоме з першої половини 17 століття. Спочатку входило до Брацлавського, з кінця 18 століття до 1923 року до Уманського повітів.
Загони оборони поточної під командуванням князя Богдана (Богуша) Корецького розбили під Охматовом загони татар у середині 16 ст.
30 січня 1644 року тут відбулася перша битва під Охматовим. Тоді біля Охматова коронне військо зустріло татарське та в результаті переслідування останнього наголову розгромило.
19—22 січня (29 січня — 1 лютого) 1655 року під Охматовом відбулася битва українсько-московського війська проти польських і татарських сил. Українсько-московське військо завдало ворогові значних втрат і змусило його відступити. Місце битви згодом названо Дрижиполем.
З 1917 року — у складі УНР.
Село постраждало внаслідок геноциду українського народу, проведеного окупаційним урядом СССР 1932—1933 та 1946—1947 років.
Під час радянсько-німецької війни у боях брали участь 348 жителів села, з них 182 — загинули, 166 — нагороджено орденами й медалями. В центрі села встановлено обеліск Слави охматівцям. У 1983 році встановлено танк-монумент ІС-3.
Станом на 1972 рік на території села була розміщена центральна садиба колгоспу «Родина», за яким було закріплено сільськогосподарських угідь 2 563 га, у тому числі 2 412 га орної землі. Господарство спеціалізувалося на вирощуванні зернових культур, цукрових буряків і м'ясо-молочного поголів'я худоби. У колгоспі були млин, пилорама, столярно-теслярська майстерня. На той час у селі працювали восьмирічна школа, будинок культури із залом на 350 місць, бібліотека з фондом 10 тисяч книг, медпункт, пологовий будинок, дитячі ясла на 100 місць, а також поштове відділення, магазин.
Поблизу села знайдено крем'яні знаряддя праці доби бронзи і виявлено залишки поселення черняхівської культури.

## Релігія
На початку 2019 року місцева парафія УПЦ (МП) перейшла під юрисдикцію Православної церкви України.

## Відомі люди
- Порфирій Демуцький — український фольклорист, хоровий диригент і композитор, проживав з 1889 по 1918 рік, працюював сільським лікарем, організував народний хор.
- Микола Лисенко — відомий український композитор, приїздив у 1897 році, високо оцінив майстерність цього хору.
- Данило Демуцький (1893—1954) — український кінооператор, заслужений діяч мистецтв Узбекистану та України, син Порфирія Демуцького, тут минули його дитячі роки.

## Галерея

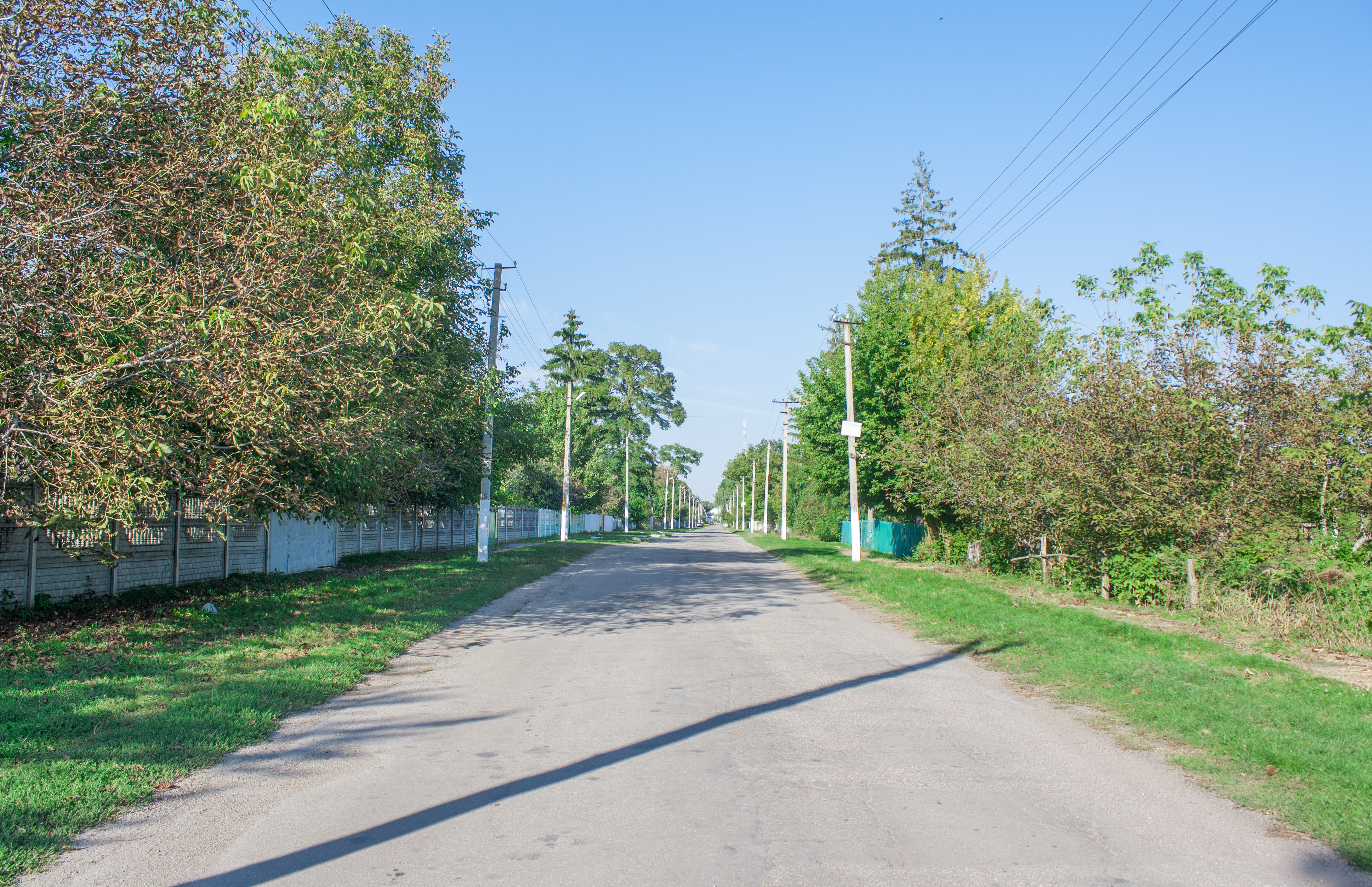
Вулиця Миру
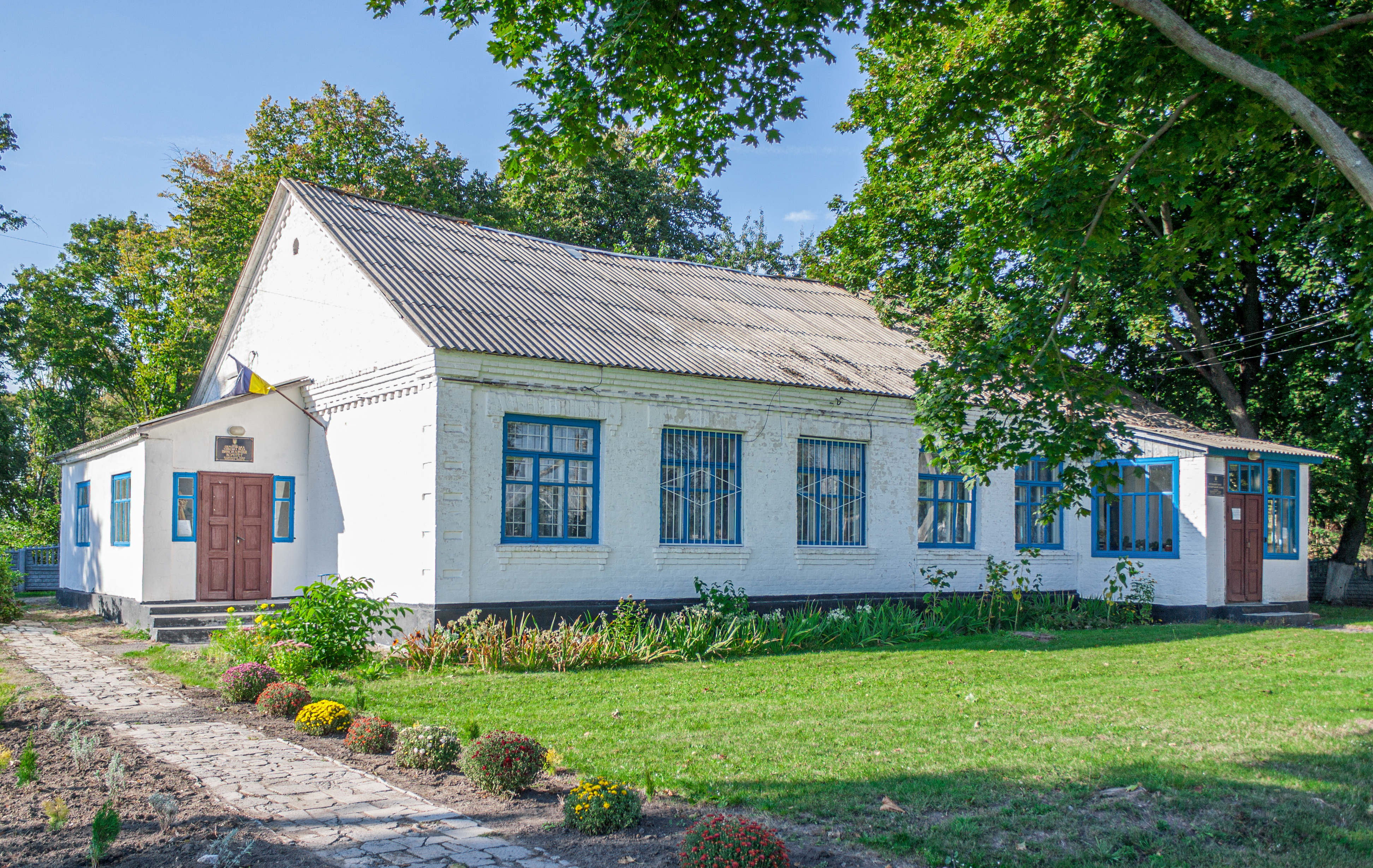
Сільрада і ФАП
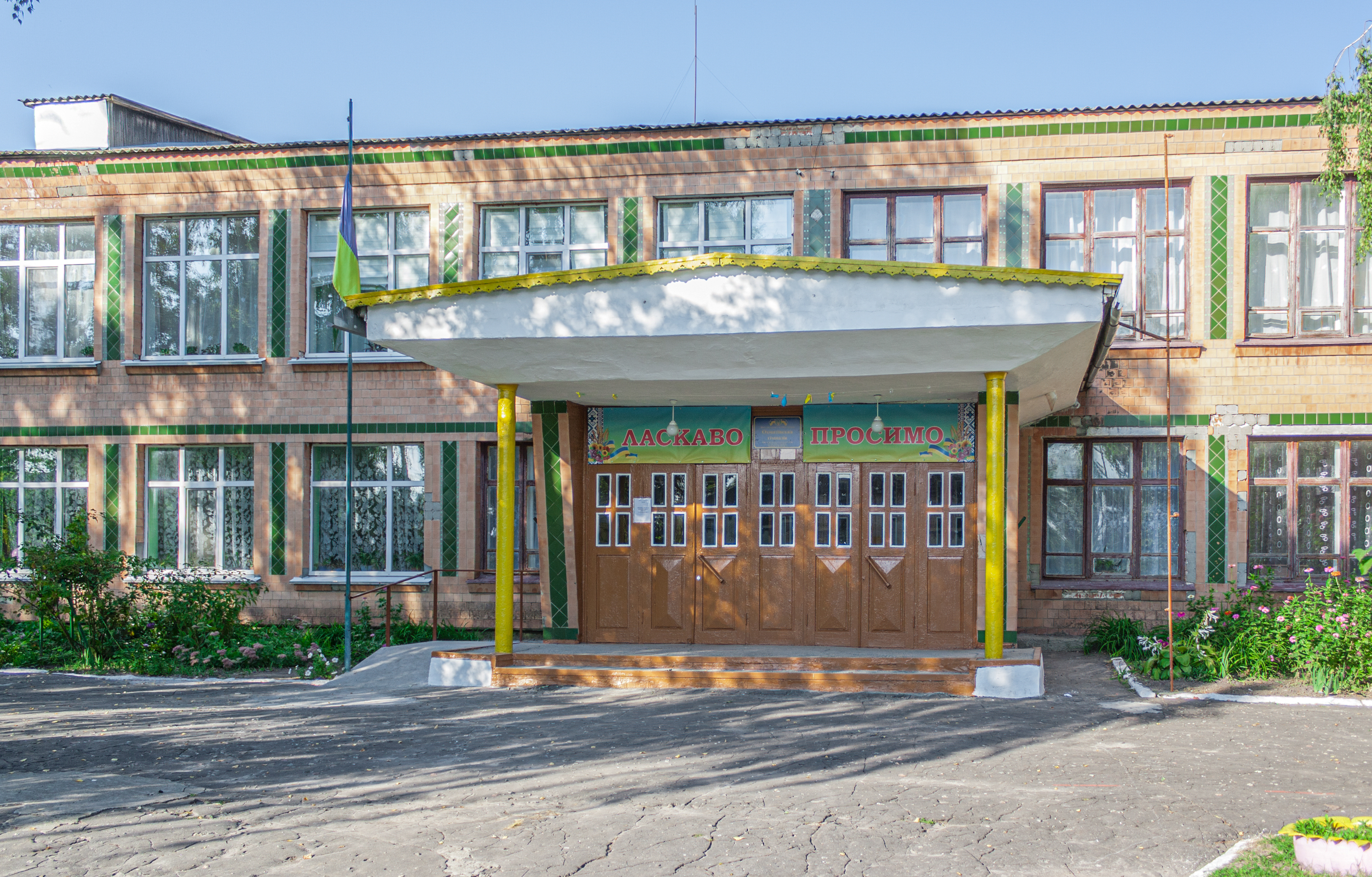
Школа
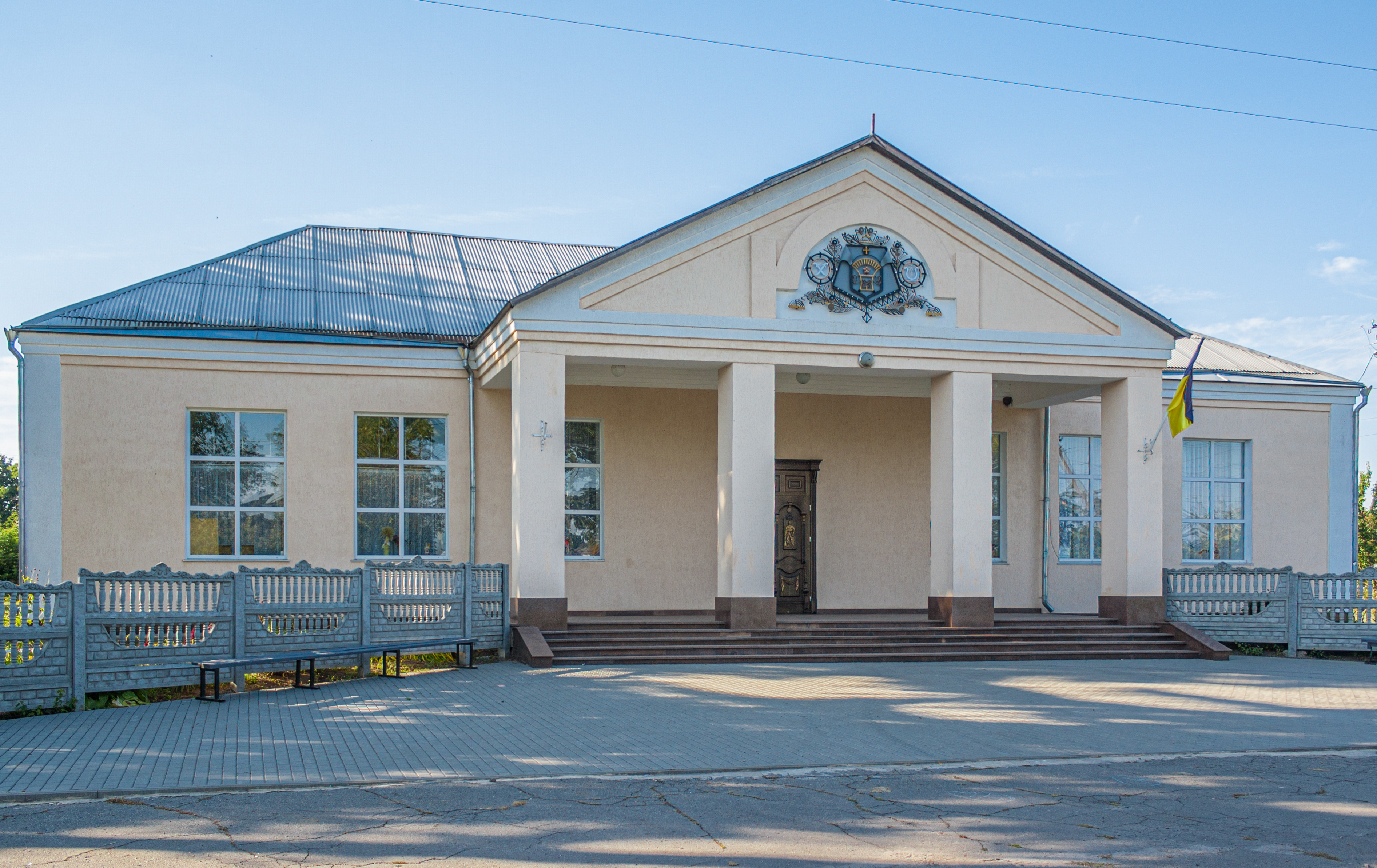
Будинок культури
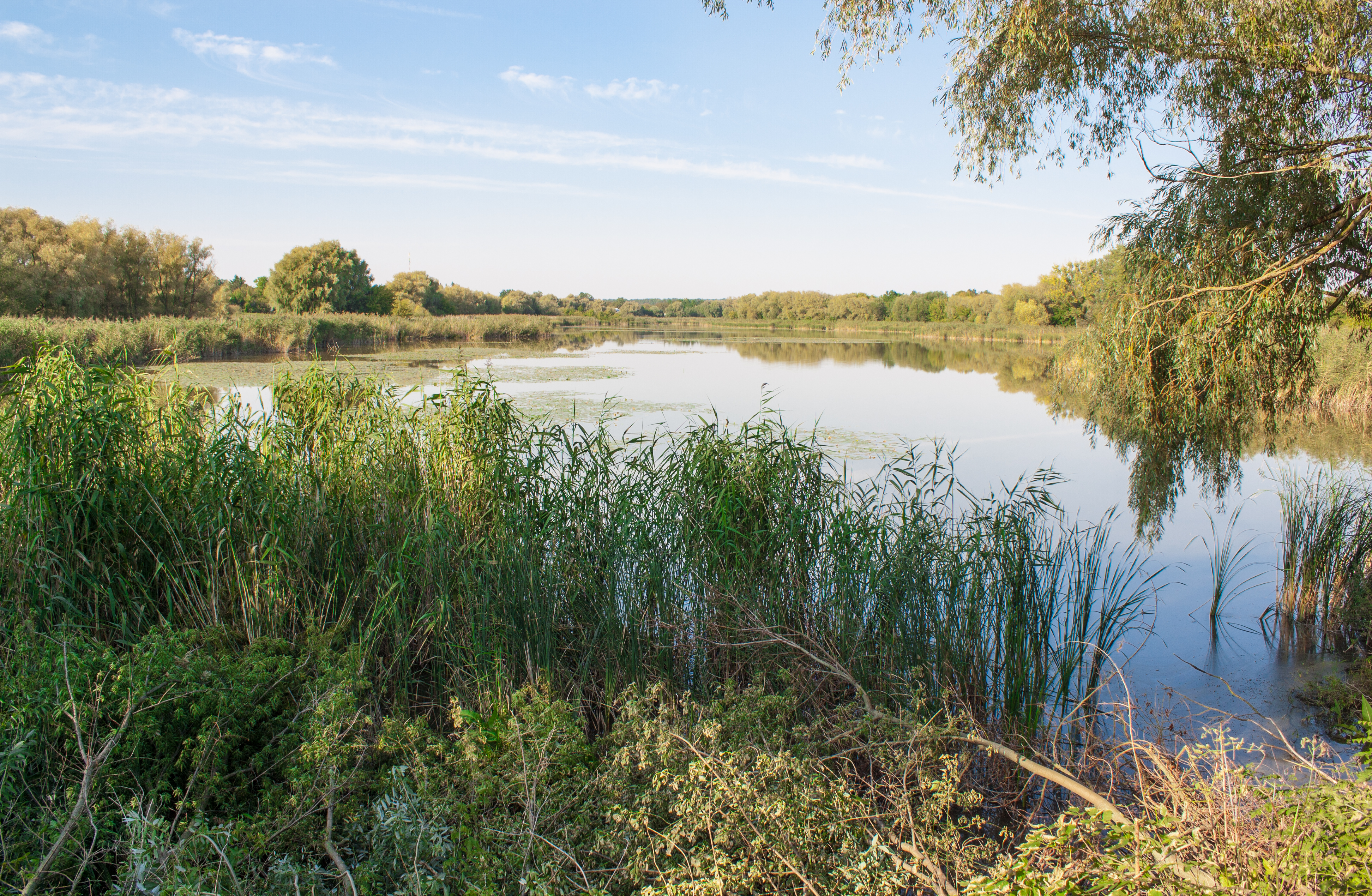
Ставок на річці Бурти
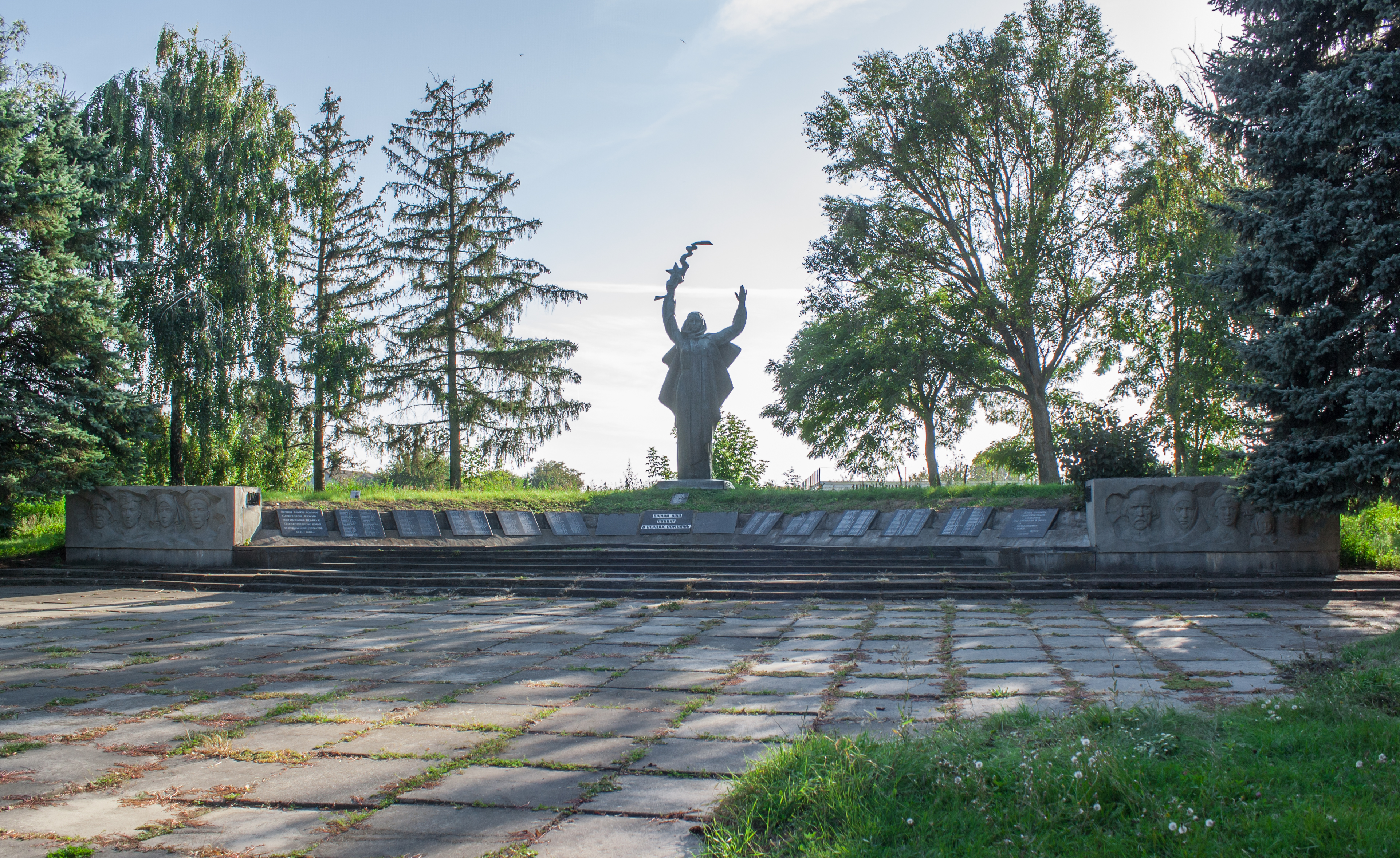
Обеліск Слави
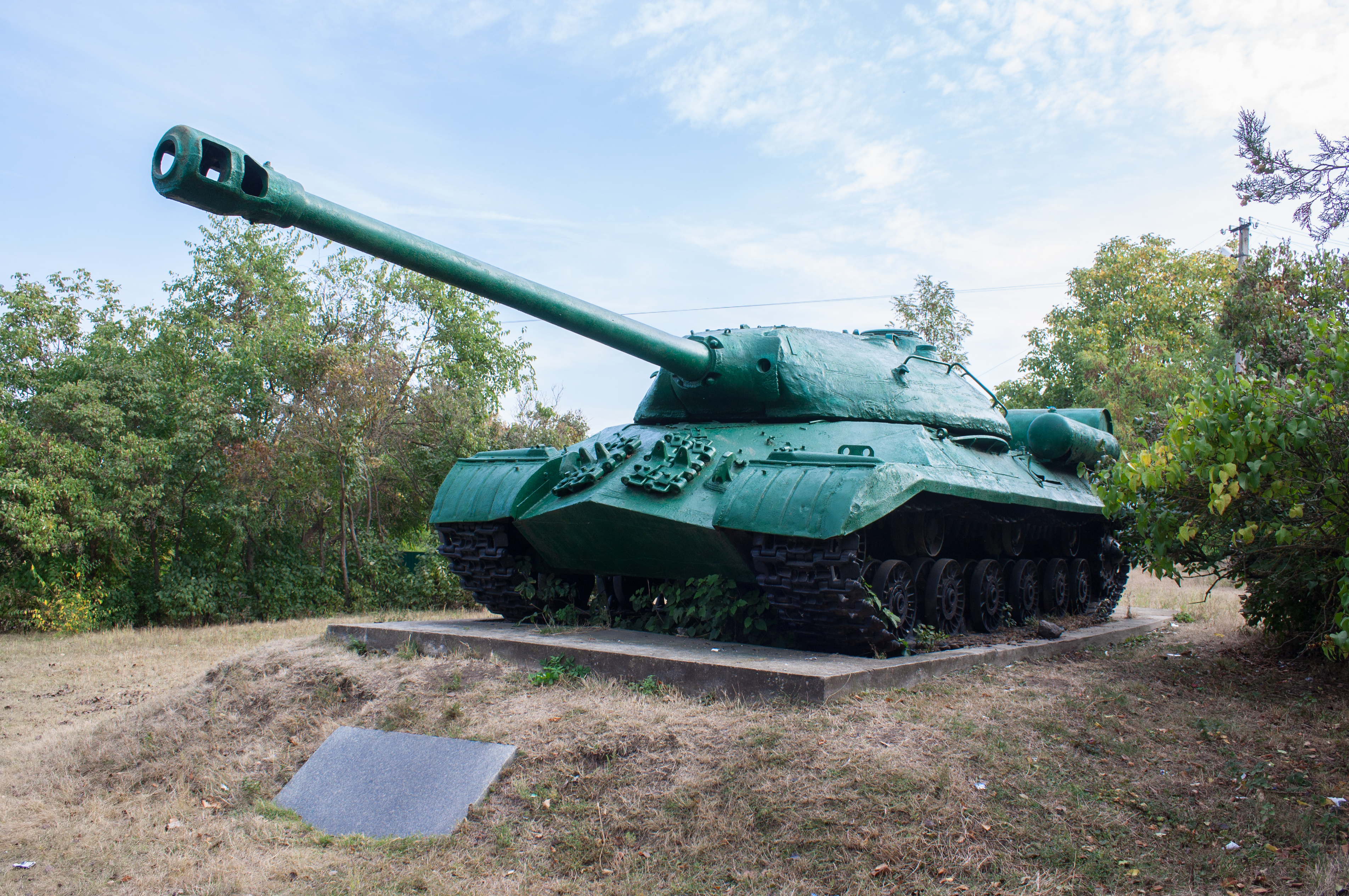
Пам’ятник на честь танкістів-визволителів
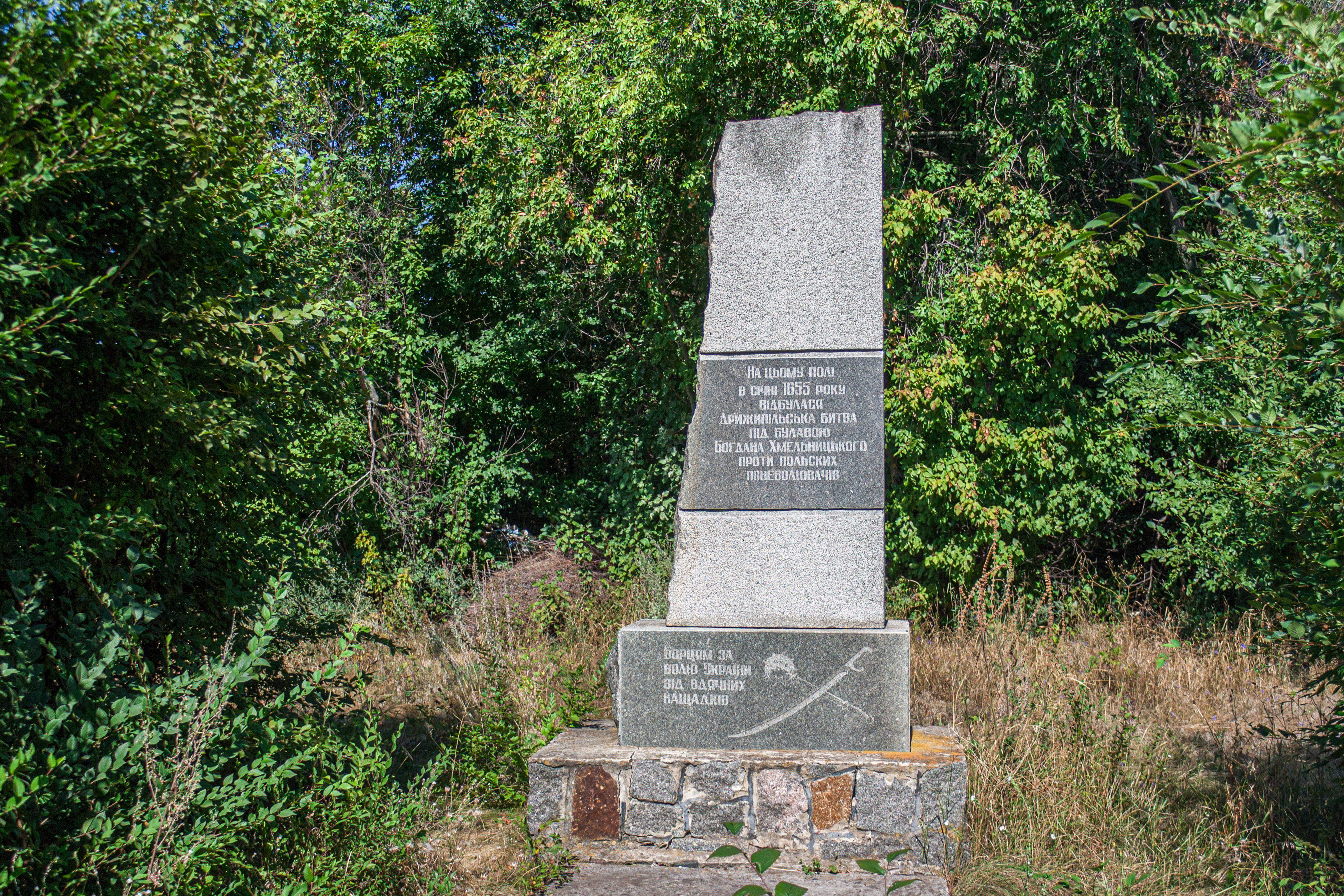
Пам’ятний знак Дрижипільської битви